# Anomoia melanopoda
Anomoia melanopoda är en tvåvingeart som först beskrevs av Erich Martin Hering 1953.  Anomoia melanopoda ingår i släktet Anomoia och familjen borrflugor. Inga underarter finns listade i Catalogue of Life.